# Oliver Bendt
Oliver Bendt, pseudoniem van Jörg Knoch (Potsdam, 29 oktober 1946) is een Duits zanger en acteur.
Knoch groeide als zoon van een actrice op in München en speelde daar kinderrollen in verschillende speelfilms. Hij kreeg op jonge leeftijd muziekles en was lid van de Regensburger Domspatzen, waar hij een zangopleiding genoot. Hij vervolgde die opleiding aan de Hochschule für Musik und Theater Hamburg in Hamburg.
Aan het eind van de zeventiger jaren leefde hij enige tijd op het eiland Saint Lucia. Hier ontstond het idee om de Goombay Dance Band op te richten, een formatie waarmee hij hits scoorde en waarmee hij tot anno 2016 nog door Duitsland toerde. Sindsdien heeft hij zich teruggetrokken uit de muziekwereld.
- Gemeinsame Normdatei: 134703723
- International Standard Name Identifier: 0000 0000 5767 1543
- MusicBrainz: 439decd3-224f-4746-8c23-bd2aef456a07
- Nationale Bibliotheek van Polen: a0000002497683
- Virtual International Authority File: 300445373
- WorldCat: E39PBJwD6D39Btkh3KPRX9qPcP